# Laura Branigan
Laura Ann Branigan (Mount Kisco, Nueva York, 3 de julio de 1952-East Quogue, Nueva York, 26 de agosto de 2004) fue una cantante estadounidense. Su canción insignia, el sencillo «Gloria», que obtuvo el certificado de platino en 1982, permaneció 36 semanas en la lista Billboard Hot 100 de Estados Unidos, todo un récord para una artista femenina, y alcanzó el número 2. También alcanzó el número uno en Australia y Canadá. «Gloria» era una versión de una canción escrita por los cantautores italianos Giancarlo Bigazzi y Umberto Tozzi. En 1984, alcanzó el número uno en Canadá y Alemania con el éxito estadounidense número 4 «Self Control», que había sido lanzado por el cantante y compositor italiano Raf ese mismo año. Tanto «Gloria» como «Self Control» tuvieron éxito en el Reino Unido, situándose en el Top 10 del UK Singles Chart.
Branigan alcanzó su mayor éxito en la década de 1980, con otros sencillos como «Solitaire» (1983), número 10 en la lista estadounidense Adult Contemporary Chart, «How Am I Supposed to Live Without You» (1983), «Ti amo» (1984), número 2 en la lista australiana, «The Power of Love» (1987), que la regresó al top 40, y «Shattered Glass» (1987), que llegó al top 15 de la lista dance estadounidense. Su álbum de estudio de mayor éxito fue Self Control (1984), que obtuvo un disco de platino. También colaboró en bandas sonoras de cine y televisión, como la de Flashdance (1983), ganadora de un Grammy y un Óscar, la de 'Los cazafantasmas (1984) y la de Miami Vice (1984). En 1984, ganó el Festival de Música de Tokio con la canción «The Lucky One».
Su éxito en las listas de éxitos empezó a decaer al final de la década y, después de que sus dos últimos álbumes de estudio, Laura Branigan (1990) y Over My Heart (1993), recibieran poca atención, se retiró de la vida pública durante el resto de los años 1990. Volvió a actuar a principios de la década de 2000, sobre todo en el papel de Janis Joplin en el musical de Broadway Love, Janis. Mientras grababa nueva música y preparaba su regreso a la industria musical, falleció en su casa en agosto de 2004 a causa de un aneurisma cerebral no diagnosticado previamente.
Branigan y su música vieron renovada su popularidad e interés público en 2019 en los Estados Unidos después de que «Gloria» fuera adoptada por los St. Louis Blues de la NHL como su canción de victoria no oficial mientras completaban un histórico giro a mitad de temporada para ganar su primera Copa Stanley en la historia de la franquicia, lo que llevó a la canción a entrar en la historia del hockey sobre hielo como un «improbable himno de campeonato». La gerente y representante del legado de Branigan, Kathy Golik, abrazó la tendencia y viajó a St. Louis, Misuri, para representar públicamente a Branigan entre los fanáticos de los Blues durante los playoffs de la Copa Stanley 2019, declarando más tarde su creencia de que Branigan y «Gloria» «siempre estarán entrelazados» con los Blues y la ciudad de St. Louis.

## Biografía

### 1952-1970: Primeros años
Laura Ann Branigan nació el 3 de julio de 1952 en Mount Kisco, Nueva York, cerca de Nueva York, la cuarta de cinco hijos de padres de origen irlandés-estadounidense Kathleen O'Hare Branigan y James Branigan, ejecutivo de cuentas y corredor de fondos de inversión; más tarde se separaron. Su hermano menor, William «Billy» Branigan, que también era músico, tocó la guitarra en la banda de acompañamiento de Branigan al principio de su carrera y más tarde contribuyó a su álbum de 1993 Over My Heart como coproductor, arreglista, guitarrista, bajista y corista, además de coescribir la canción «Over You» con su hermana. Murió de un ataque al corazón el 10 de marzo de 2022, a los 65 años. 
Branigan creció en Armonk, Nueva York, y de niña asistió a una escuela católica en la cercana Chappaqua. Estudió en el instituto Byram Hills de 1966 a 1970,  y en su último año de instituto protagonizó el musical The Pajama Game.
Entre 1970 y 1972, Branigan asistió a la Academia Americana de Arte Dramático de Nueva York y se mantuvo trabajando como camarera.

### 1972-1980: Los comienzos de su carrera
En 1972, Branigan conoció al guitarrista acústico Walker Daniels y a su futura esposa Sharon Storm, así como al guitarrista acústico Chris Van Cleave, con los que formó el grupo de folk-rock Meadow. En 1973, el grupo, con el bajista Bob Valdez, publicó su álbum de debut The Friend Ship, que incluía los sencillos «When You Were Young» y «Cane and Able», con el estribillo "Tira tu bastón y serás capaz". El disco no se promocionó adecuadamente y nunca se volvió a publicar. La banda se disolvió y Walker Daniels se suicidó. Branigan prefirió no hablar públicamente de su relación con Meadow.
Durante los años posteriores a la disolución de Meadow, Branigan tuvo varios trabajos, incluido un periodo como corista de Leonard Cohen en su gira europea de abril a agosto de 1976.
Branigan conoció al abogado Larry Ross Kruteck (1936-1996) el 17 de marzo de 1978, día de San Patricio, en una fiesta en Manhattan, y se casaron tras casi nueve meses de noviazgo el 8 de diciembre de 1978 Larry murió de cáncer de colon el 15 de junio de 1996.
En 1979, tras un encuentro casual con su representante Sid Bernstein a su regreso de Europa, Ahmet Ertegun fichó a Branigan para Atlantic Records. Durante varios años, Atlantic tuvo dificultades para clasificar la potente voz de Branigan. Su sencillo pop «Looking Out for Number One», de su álbum inédito Silver Dreams, hizo una breve aparición en la lista de éxitos dance de Estados Unidos, alcanzando el número 60. Le siguieron otros dos primeros sencillos de Atlantic, «Tell Him» y «Fool's Affair»/«When». Ninguno de estos tres sencillos se incluyó en su primer álbum, pero las cuatro canciones se publicaron en CD más de 30 años después, en 2014, como cortes extra en una reedición en CD estadounidense del primer álbum de Branigan.
El álbum debut de Branigan, Branigan, con 9 canciones, se publicó en marzo de 1982. El primer sencillo del álbum fue «All Night with Me», que alcanzó el número 69 en las listas Billboard a principios de 1982. El álbum alternaba cuatro enérgicas canciones de ritmo acelerado con cinco baladas, incluida una de las pocas canciones escritas únicamente por Branigan, «I Wish We Could Be Alone» y «Gloria», una canción de amor italiana grabada en 1979 por Umberto Tozzi y que tuvo éxito en varios países europeos, se lanzó como segundo sencillo del álbum. La versión de Branigan fue retocada con el arreglista del propio Tozzi, Greg Mathieson, quien actualizó su producción con su colega Jack White para darle lo que Branigan llamó «un toque americano» a juego con la nueva letra en inglés. Al principio, las emisoras de radio estadounidenses se mostraron poco receptivas a «Gloria», pero las discotecas acabaron por aceptarla y se convirtió en uno de los mayores éxitos de la década de 1980. El álbum se convirtió en disco de oro y el sencillo en disco de platino (ventas de más de dos millones de copias en Estados Unidos). La interpretación de Branigan de «Gloria» fue nominada a un premio Grammy a la mejor interpretación vocal pop femenina junto a Linda Ronstadt, Olivia Newton-John, Juice Newton y la ganadora de ese año, Melissa Manchester, convirtiéndose en su única nominación en solitario.
En la primavera de 1983, Branigan lanzó su segundo álbum: Branigan 2. Su voz propulsó su versión en inglés de la canción francesa «Solitaire» hacia los primeros puestos de las listas de éxitos de Estados Unidos. La canción original «Solitaire» fue escrita y grabada en 1981 por la cantautora francesa Martine Clemenceau. Dos canciones incluidas en el álbum iniciaron las carreras de dos entonces desconocidos: la traducción inglesa de «Solitaire» fue el primer gran éxito de la compositora Diane Warren, mientras que la balada «How Am I Supposed to Live Without You» fue el primer gran éxito de su coguionista, Michael Bolton. La versión de Branigan alcanzó el número 12 en la lista Hot 100 y permaneció tres semanas en el número 1 de la lista Billboard Adult Contemporary.

### 1981-1989: Éxito general
Durante el apogeo de su carrera, Branigan también hizo apariciones como actriz, primero en 1981 en An American Girl in Berlin para la televisión de Alemania Occidental, y después, tras el éxito de «Gloria», apariciones como invitada en series de televisión estadounidenses como CHiPs («Fox Trap», temporada 6, episodio 16, en la que interpretaba a Sarah, vocalista de la banda de rock femenina Cadillac Foxes), Automan ("Murder MTV", temporada 1, episodio 9) y Knight Rider. Más tarde apareció en películas independientes como Mugsy's Girls (también conocida como Delta Pi, 1985), con la ganadora de un Óscar Ruth Gordon, y la película australiana Backstage. Cantó en importantes campañas nacionales de televisión y radio para productos como Dr Pepper, Coca-Cola y Chrysler, que patrocinó su gira Hold Me Tour en 1985-1986.
En 1984, mientras trabajaba con el productor alemán Jack White, fue el apogeo de la era synthpop europea, y «Self Control», la canción que da título al tercer álbum de Branigan, publicado en abril de 1984, se convirtió en su mayor éxito internacional, encabezando las listas de más de seis países, sobre todo Alemania Occidental, donde pasó seis semanas en el número 1. La versión original se grabó unos meses antes, todavía en 1984, con el nombre de uno de los coautores de la canción, Raf, y ocupó el número 2 en Alemania Occidental durante seis años. La versión original se grabó unos meses antes, todavía en 1984, bajo el nombre de uno de los coautores de la canción, «Raf» (Raffaele Riefoli), y ocupó el número 2 en Alemania Occidental durante ese periodo; la versión de Branigan tuvo más éxito fuera de la Italia natal de Raf, alcanzando el número 4 en EE. UU. La canción apareció en el octavo episodio de la primera temporada de la serie de televisión Corrupción en Miami, titulado "The Great McCarthy", que se emitió el 16 de noviembre de 1984. Otros éxitos pop, disco y contemporáneos para adultos del álbum Self Control son «The Lucky One» (que le valió un premio en el Festival de Música de Tokio), la balada continental «Ti Amo» (otro éxito de Umberto Tozzi, y número 2 en Australia para Branigan) y el éxito dance «Satisfaction». El álbum también incluía una discreta versión de «Will You Still Love Me Tomorrow» de Carole King; como contrapunto a todas las producciones de baile, se trataba de una versión al piano (en conciertos y apariciones televisivas a lo largo de su carrera, Branigan se acompañó a sí misma al piano para la canción).
También durante 1984, Branigan contribuyó con la canción «Hot Night» a la banda sonora de Los Cazafantasmas. La canción fue escrita por Diane Warren y The Doctor.
El entrenador vocal de Branigan fue Carlo Menotti, y trabajó con Steve Lukather (Toto), Dann Huff (Giant) y Michael Landau; los teclistas Greg Mathieson, Harold Faltermeyer, Michael Boddicker y Robbie Buchanan; los bajistas Nathan East y Dennis Belfield (Rufus); los baterías Carlos Vega y Doane Perry (Jethro Tull); los percusionistas Paulinho da Costa y Lenny Castro; y vocalistas invitados como Joe «Bean» Esposito y coristas como The Waters Sisters (Maxine y Julia), James Ingram, y Richard Page y Stephen George (Mr. Mister). A medida que crecía su fama, atrajo a productores ganadores de Grammy como Phil Ramone, Richard Perry y David Kershenbaum. Hizo duetos con John Farnham y con el artista mexicano de pop latino Luis Miguel.
En el mismo año, el espectáculo en directo de Branigan se grabó dos veces, para una serie de conciertos radiofónicos sindicados y un vídeo de concierto. Branigan también fue nominada para un premio en los American Music Awards de 1985 como «Artista Femenina Favorita de Vídeo Pop/Rock», que ganó Cyndi Lauper. También en 1985, Branigan interpretó el tema principal de la miniserie de televisión Hollywood Wives, basada en la novela de Jackie Collins.
Cuando el cuarto álbum de Branigan, Hold Me, salió a la venta en julio de 1985, «Self Control» ya era un éxito mundial. Los éxitos continuaron con «Spanish Eddie», que fue su sexto éxito pop en el Billboard Top 40 de EE. UU. en dos años y medio. El siguiente sencillo, «Hold Me», fue un éxito dance en el Top 40 de EE. UU., y la interpretación de Branigan de la balada rock «I Found Someone» (coescrita por Michael Bolton, un éxito posterior de Cher) llegó aún más alto en la lista de canciones contemporáneas para adultos. Sin embargo, ninguna de las dos canciones tuvo un vídeo musical, y ambas se estancaron en la parte inferior de la lista Hot 100. El 13 de junio de 1985, Branigan hizo su cuarta aparición en el legendario programa de televisión musical American Bandstand, interpretando «Spanish Eddie» y «Hold Me». En febrero de 1986, Branigan fue invitada por primera vez al XXVII Festival Internacional de la Canción de Viña del Mar en Chile, teniendo una exitosa actuación en el escenario principal y en televisión, aumentando así su popularidad tanto en Chile como en el resto de Latinoamérica.
El quinto álbum de Branigan, Touch (publicado el 7 de julio de 1987) marcó un cambio en su carrera. Bajo una nueva administración y usando diferentes productores, Branigan tomó un papel más activo en su trabajo y en el estudio, viendo su regreso a las pistas de baile con la canción producida por Stock-Aitken-Waterman «Shattered Glass», escrita por Bob Mitchell y Steve Coe, de la banda Monsoon. «Shattered Glass» fue interpretada por Branigan en el último episodio de American Bandstand (presentado por Dick Clark) para ser transmitido por ABC (el programa duraría dos años más, primero en la primera distribución y finalmente en USA Network) el 5 de septiembre de 1987, convirtiéndose en su último invitado. El álbum también incluyó un regreso al Billboard Top 40 con su portada de Jennifer Rush «Power of Love», que fue uno de los 20 sencillos más vendidos en los EE. UU. durante la temporada de Navidad. El tercer sencillo del álbum, «Cry Wolf», un Top 30 AC hit, no captó la atención de las estaciones de radio pop y se estancó; la balada fue grabada dos años más tarde por Stevie Nicks, y más recientemente por su escritor Jude Johnstone.

### 1990-2000: Carrera posterior y pausa
El sexto álbum de Branigan, Laura Branigan (1990), la trajo de vuelta a las listas de Hi-NRG y clubes gays con «Moonlight on Water», y ella anotó un top 30 de adultos de éxito contemporáneo con «Never in a Million Years». Branigan añadió la producción a su lista de créditos con su versión de la era disco de Vicki Sue Robinson «Turn the Beat Around» y la atmosférica «Let Me In», una versión de una canción de Eddie Money. El álbum también incluye «Unison», que fue la canción del título del CD debut en inglés de Céline Dion en el mismo año. La canción de cierre del álbum, una versión de «The Best Was Yet to Come» de Bryan Adams, fue producida y arreglada por Branigan. El Laura Branigan Tour 1990-1991, que se inició con una aparición en The Tonight Show protagonizada por Johnny Carson el 13 de julio de 1990. Fue seguido por una actuación en el Trump Regency Showroom en Atlantic City, Nueva Jersey el 14 de julio, y filmada para un programa de televisión sindicado de EE. UU. SRO in Concert, que fue lanzado en videocasete y disco láser; el 15 de julio, actuó en el Warwick Musical Theatre en Rhode Island. En el séptimo y último álbum de estudio de Branigan Over My Heart (17 de agosto de 1993), el cantante nuevamente produjo (con Phil Ramone), y escribió y arregló. Incluía «Didn’t We Almost Win it All» (por Branigan y Brian BecVar) (lanzado como el primer sencillo), una versión de la canción de Cher «Hard Enough Getting Over You» (lanzado como el segundo sencillo), una versión del sencillo de Patty Loveless «How Can I Help You Say Goodbye», una versión de la canción de Roxette «The Sweet Hello, The Sad Goodbye» y «Is There Anyone Here But Me?» (Pessis, Wells), un número de medio tiempo suave.
Branigan grabó un dueto con David Hasselhoff que fue enormemente exitoso por ser transmitido como la pista de cierre de la serie de televisión Baywatch. El sencillo «I Believe» fue lanzado originalmente en CD en 1994.
Después de 1990, el éxito de Branigan se enfrió en los Estados Unidos, aunque todavía estaba en demanda en todo el mundo y se fue en varias giras globales. En 1994, no mucho después del lanzamiento de Over My Heart, Larry Kruteck, el marido de Branigan (m. 1978), fue diagnosticado con cáncer de colon. Branigan se negó a aceptar el pronóstico médico, y dejó la industria de la música para dedicar su atención a él. Branigan puso a Kruteck en tratamientos a base de hierbas, y finalmente lo atendió a tiempo completo. Kruteck sobrevivió durante otros dos años y medio y murió el 15 de junio de 1996, después de lo cual Branigan dejó de actuar.
Branigan tenía colecciones oficiales de grandes éxitos en Sudamérica, Japón, Alemania, Sudáfrica y los EE. UU. y la colección fue lanzada en 1995. The Best of Branigan incluyó dos nuevas versiones grabadas: «Show Me Heaven» (escrito por Maria McKee) y el éxito de Donna Summer «Dim All the Lights», que Branigan lanzó en varios remixes. El 15 de agosto de 1995, Branigan fue invitada en el programa de televisión Talking Food, conducido por Robin Leach y transmitido por Food Network, y promovió el álbum y cantó «Dim All the Lights», antes de preparar su plato de pasta Summer Delight en el programa.
En febrero de 1996, fue seleccionada para formar parte del jurado internacional del XXXVII Festival Internacional de la Canción de Viña del Mar en Chile. Además de sus funciones como jurado de esta competición musical internacional, Branigan actuó el 16 de febrero en el escenario principal para un público que cantó con entusiasmo sus grandes éxitos.

### 2001-2004: Regreso a la música
En 2001 realizó un remake del éxito de ABBA «The Winner Takes It All», y comenzó a trabajar en el material de un nuevo álbum, pero fue pospuesto, cuando se rompió ambos fémures en una caída de 10 pies desde una escalera mientras colgaba glicinas fuera de su casa de tres dormitorios junto al lago en el condado de Westchester, Nueva York, lo que resultó en terapia física durante seis meses. En 2002, actuó dos veces como la «cantante» Janis Joplin en el musical de Broadway Love, Janis, antes de abandonar el espectáculo. Dijo al Sunday News en Lancaster, Pensilvania. «Me sentí aliviada. Mi voz no es como la de Janis Joplin, y había 19 de sus canciones en el show». En años posteriores continuó grabando, y salió con Tommy Bayiokos, el baterista de su banda. También en 2002, su segunda colección oficial de éxitos en Estados Unidos, The Essentials, fue lanzada, incluyendo el éxito «I Found Someone».
Hacia 2004, disfrutó de un retorno final al Top Ten, con una emisión aniversario de su tema «Self Control». Además, su interpretación de «Gloria» fue catalogada como la versión fundamental del tema original.

## Fallecimiento
Branigan murió mientras dormía en su casa de campo en East Quogue, Nueva York, el 26 de agosto de 2004, a los 52 años. La causa se atribuyó a un aneurisma cerebral no diagnosticado previamente. Se informó que había estado experimentando dolores de cabeza persistentes durante varias semanas antes de su muerte, pero no había buscado atención médica para ellos. En el momento de su muerte, se informó amplia y erróneamente que tenía 47 años, como resultado de un error técnico que Associated Press publicó después de ponerse en contacto con la empresa de gestión de Branigan.
Branigan fue incinerada y sus cenizas fueron esparcidas por Long Island Sound.

## En los videojuegos
Los videojuegos ambientados en los ochenta de Rockstar Games Grand Theft Auto: Vice City y Grand Theft Auto: Vice City Stories incluyen, en su banda sonora, las canciones más conocidas «Self Control» y «Gloria», respectivamente, lo que hizo que su éxito fuera más conocido por las nuevas generaciones.
«Gloria» aparece en Metal Gear Solid V: The Phantom Pain como uno de los casetes que el jugador puede recoger en el campo de batalla.

## Discografía

### Álbumes de estudio
- 1982: Branigan
- 1983: Branigan 2
- 1984: Self Control
- 1985: Hold Me
- 1987: Touch
- 1990: Laura Branigan
- 1993: Over My Heart

### Álbumes cancelados
- 1981: Silver Dreams

### Compilaciones
- The Very Best of Laura Branigan (1992)
- The Best of Branigan (1995)
- The Essentials (2002)
- The Platinum Collection (2006)
- Shine On: The Ultimate Collection (2010)
- Self Control (2018)

## Premios y nominaciones
| Año  | Premio                 | Categoría                                  | Trabajo         | Resultado |
| ---- | ---------------------- | ------------------------------------------ | --------------- | --------- |
| 1982 | Billboard Year-End     | Mejor artista pop femenino                 | ella misma      | Ganadora  |
| 1982 | Premios Grammy         | Mejor interpretación vocal pop - Femenina  | «Gloria»        | Nominada  |
| 1983 | Premios Grammy         | Álbum del año                              | Imagination     | Nominada  |
| 1983 | Billboard Year-End     | Mejor artista pop femenino                 | ella misma      | Nominada  |
| 1984 | Billboard Year-End     | Mejor artista pop femenino                 | ella misma      | Nominada  |
| 1984 | Premios American Music | Videoartista femenina favorita de pop/rock | «Self Control»  | Nominada  |
| 1984 | Tokyo Music Festival   | Mejor Interpretación Vocal                 | «The Lucky One» | Ganadora  |
| 1985 | Billboard Year-End     | Mejor artista de álbum pop femenino        | ella misma      | Nominada  |
| 1984 | Billboard Year-End     | Principal artista pop individual femenino  | ella misma      | Nominada  |